# Asociación de Academias de la Lengua Española

A Spanyol Nyelvközösség zászlója

Az Asociación de Academias de la Lengua Española (ASALE) (Spanyol Nyelvi Akadémiák Egyesülete, a továbbiakban: Egyesület) a kasztíliai spanyol nyelv szabályozására létrehozott, a Spanyol Királyi Akadémiát (RAE) mint élszervezetet, valamint a spanyol ajkú országokban, illetve az Amerikai Egyesült Államokban és a Fülöp-szigeteken működő spanyol nyelvi akadémiákat – összesen 22 akadémiát – tömörítő egyesület. Célja, hogy különböző normatív kiadványokkal szabályozza és fenntartsa a spanyol nyelvi egységet.

## Története

Országok, ahol spanyol nyelvi akadémia működik

Több mint másfél évszázaddal a Spanyol Királyi Akadémia alapítása után, 1871-ben Kolumbiában megalakult az első latin-amerikai társszervezet, amelyet három évvel később az ecuadori, majd egy évre rá a mexikói akadémia követett. Ezután szinte folyamatosan jöttek létre a társakadémiák Latin-Amerika országaiban és a Fülöp-szigeteken, két nagy hullámban, 1876–1887, majd 1923–1955 között, míg végül az Amerikai Egyesült Államok zárta a kört az Észak-Amerikai Spanyol Nyelvi Akadémia megalakulásával 1973-ban.
1951-ben Miguel Alemán Valdés mexikói elnök (1946–1952) indítványozására, Mexikóban összehívták a Spanyol Nyelvi Akadémiák I. Kongresszusát, ahol megállapodás született az akadémiák egyesületének létrehozásáról. Ennek elsődleges célja a lelkiismeretes munka a köznyelv védelméért, egységéért és integritásáért, valamint gondoskodás arról, hogy a természetes nyelvi fejlődés megfeleljen spanyol nyelv hagyományainak és belső természetének. A Spanyol Nyelvi Akadémiák Egyesülete (Asociación de Academias de la Lengua Española, ASALE) a Spanyol Királyi Akadémiából és 21 társakadémiából áll.

## Szervezete és működése

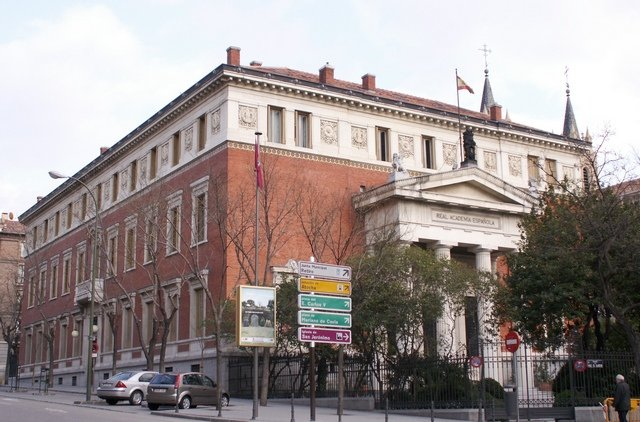
A Spanyol Királyi Akadémia székhelye Madridban

Az Egyesület vezetését a Madridban működő Comisión Permanente (Állandó Bizottság) látja el, amely elnökből (presidente), főtitkárból (secretario general), kincstárnokból (tesorero) valamint öt szavazati tagból áll (közülük négyet az amerikai, illetve Fülöp-szigeteki akadémiák, egyet pedig a Spanyol Királyi Akadémia delegál), akik minden év februárban, márciusban és áprilisban ülnek össze az Állandó Bizottság székhelyén. Küldetése a Spanyol Királyi Akadémiával együttműködő összes társakadémia munkájának koordinálása reprezentatív műveinek kidolgozásában.
A vezetőség, főként a főtitkár feladata az Egyesület – éppúgy tudományos, mint adminisztratív – munkájának szervezése és koordinálása. A delegált tagok kötelezettsége együttműködés minden évben az adott munkák elvégzésében, amelyek sokfélék lehetnek, azonban legjelentősebb közülük az amerikanizmusok áttekintése az akadémiai értelmező szótár aktualizálása jegyében.
Az Egyesület spanyol nyelvi kongresszusokon dönt a nyelvi normák elfogadásáról, módosításáról.

## Az Egyesületet alkotó akadémiák
Az Egyesület az alábbi spanyol nyelvi akadémiákból áll, megalakulásuk szerinti sorrendben (zárójelben az alapítás helye és dátuma szerepel):
1. Real Academia Española (Spanyolország – Madrid, 1713.)
2. Academia Colombiana de la Lengua (Kolumbia – Bogotá, 1871. május 10.)
3. Academia Ecuatoriana de la Lengua (Ecuador – Quito, 1874. október 15.)
4. Academia Mexicana de la Lengua (Mexikó – Mexikóváros, 1875. szeptember 11.)
5. Academia Salvadoreña de la Lengua (El Salvador – San Salvador, 1876. október 19.)
6. Academia Venezolana de la Lengua (Venezuela – Caracas, 1883. július 26.)
7. Academia Chilena de la Lengua (Chile – Santiago de Chile, 1885. június 5.)
8. Academia Peruana de la Lengua (Peru – Lima, 1887. május 5.)
9. Academia Guatemalteca de la Lengua (Guatemala – Guatemalaváros, 1887. június 30.)
10. Academia Costarricense de la Lengua (Costa Rica – San José de Costa Rica, 1923. október 12.)
11. Academia Filipina de la Lengua Española (Fülöp-szigetek – Manila, 1924. július 25.)
12. Academia Panameña de la Lengua (Panama – Panamaváros, 1926. május 12.)
13. Academia Cubana de la Lengua (Kuba – Havanna, 1926. május 19.)
14. Academia Paraguaya de la Lengua Española (Paraguay – Asunción, 1927. június 30.)
15. Academia Boliviana de la Lengua (Bolívia – La Paz, 1927. augusztus 25.)
16. Academia Dominicana de la Lengua (Dominikai Köztársaság – Santo Domingo, 1927. október 12.)
17. Academia Nicaragüense de la Lengua (Nicaragua – Managua, 1928. május 31.)
18. Academia Argentina de Letras (Argentína – Buenos Aires, 1931. augusztus 13.)
19. Academia Nacional de Letras (Uruguay – Montevideo, 1943. február 10.)
20. Academia Hondureña de la Lengua (Honduras – Tegucigalpa, 1948. december 28.)
21. Academia Puertorriqueña de la Lengua Española (Puerto Rico – San Juan de Puerto Rico, 1955. január 28.)
22. Academia Norteamericana de la Lengua Española (USA – New York, 1973. november 5.)

## A spanyol nyelvi kongresszusok
Az Egyesület 1951-től kezdődően általában négyévente tartja saját kongresszusait (I: Mexikó, 1951; II: Madrid, 1956; III: Santafé de Bogotá, 1960; IV: Buenos Aires, 1964; V: Quito, 1968; VI: Caracas, 1972; VII: Santiago de Chile, 1976; VIII: Lima, 1980; IX: San José de Costa Rica, 1989; X: Madrid, 1994; XI: Puebla de Los Ángeles, Mexikó, 1998; XII: San Juan de Puerto Rico, 2002; XIII: Kolumbia, 2007).
Legutóbbi, XIII. Kongresszusának 2007. március 24-ei záróülésén (Medellín, Kolumbia) fogadták el a 2009. december-én kiadott Nueva gramática de la lengua española (Új spanyol nyelvtan) szövegét, amely az 1931-es kiadás óta az első akadémiai nyelvtan.
1997-től kezdődően Nemzetközi Spanyol Nyelvi Kongresszusokat is tartanak (I: Zacatecas, Mexikó, 1997; II: Valladolid, Spanyolország, 2001; III: Rosario, Argentína, 2004; IV: Cartagena de Indias, Kolumbia, 2007; V: Valparaíso, Chile, 2010).

## Kiadványok
Az Egyesület által vagy részvételével kidolgozott főbb akadémiai kiadványok:
- Diccionario de la lengua española (22. kiadás: 2001) – Spanyol értelmező szótár
- Ortografía de la lengua española (1999) – Spanyol helyesírás
- Diccionario del estudiante (2005) – Tanulók értelmező szótára
- Diccionario panhispánico de dudas (2005) – Összspanyol nyelvművelő szótár
- Diccionario esencial de la lengua española (2006) – Spanyol kivonatos értelmező szótár (a DRAE egyszerűsített, aktualizált változata)
- Diccionario práctico del estudiante (2007) – a Diccionario del estudiante Hispano-Amerika részére készített változata
- Nueva gramática de la lengua española (2009) – Új spanyol nyelvtan
- Diccionario de americanismos (kidolgozás alatt) – Latin-amerikai nyelvjárási szótár